# SN 1954H
SN 1954H – supernowa odkryta 30 maja 1954 roku w galaktyce M-01-34-10. W momencie odkrycia miała maksymalną jasność 17,40m.